# Dave Brock

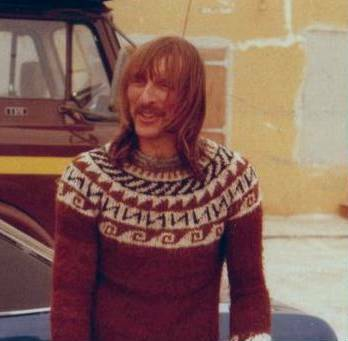
Dave Brock

David Anthony Brock (Isleworth, 20 augustus 1941) is een Brits zanger en gitarist. Hij is voornamelijk bekend vanwege zijn lidmaatschap van de band Hawkwind.
Brock bracht zijn jeugd door in Feltham. Toen hij twaalf jaar was kreeg hij van zijn oom een banjo, het bespelen daarvan werd verder gepromoot door een docent. Hij kreeg verder invloeden te verwerken van Fats Domino en Humprey Lyttelton. Hij verliet in 1959 de school en ging als plaatser van kaapstanders, maar belandde in de Larkin Studio met animatiefilms. Als hij niet hoefde te werken wendde hij zich tot de muziek. In diverse gelegenheden speelde hij met Eric Clapton, Keith Relf, Jeff Watson en Mick Slattery. Zijn eerste muzikale bandje was de Dharma Blues Band met Mike King en Luke Francis. Zij speelden op de achtergrond van Dealing with the devil van Sonny Boy Williamson II en Roll ‘em Pete van Pete Johnson. Later speelden ze met Memphis Slim en Champion Jack Dupree. In 1967 was Brock aldaar verdwenen. Hij nam ontslag en ging op reis door Europa en zong zijn kostje bij elkaar. Hij speelde met Pete Judd, John Illingworth onder de naam The Famous Cure en speelde onder meer in Nederland. Slattery kwam Judd vervangen en de band begon te experimenteren met LSD. Het akoestische instrumentarium verdween langzaam naar de achtergrond; elektrische gitaren waren de mode. Onder invloed van de psychedelische muziek en drugs kwam Brock in die scene terecht. Ondertussen speelde hij nog bij Don Partridge en speelde zelfs even in de Royal Albert Hall. Zijn Bring it on home belandde op het [[verzamelalbum The Buskers van Columbia Records.  
In 1969 kwam Brock opnieuw Slattery tegen. Ze spelen samen met Jan en alleman en komen John H. Harrison tegen van de Joe Loss Band, die meer experimentele muziek wilde spelen. Via een advertentie solliciteerde nog Terry Ollis als drummer. Nik Turner en Dik Mik traden ook tot het gezelschap toe, nadat ze eerst alleen maar als roadie hadden gesolliciteerd. Hawkwind was geboren. Brock wilde het voornamelijk eenvoudig houden; drie akkoorden moesten genoeg zijn. Hij werd daarbij beïnvloed door muziek van Moody Blues en Steve Miller Band en de krautrock van onder andere Kraftwerk, Neu!en Can. Brock kreeg met Hawkwind te maken met een doorgangshuis aan musici. Brock wilde niet echt de leider worden, op het podium stond hij ook soms wat achteraf. Tal van musici kwamen lang in en bij Hawkwind, zo kwam Robert Calvert zingen en speelde Michael Moorcock een deuntje mee. Het komen en gaan van musici had tot gevolg dat Hakwind dan weer wel en dan weer niet bestond. Er waren meningsverschillen over wie nou de rechten op de naam Hawkwind had, zodat ook nog een alternatieve band werd gestart Hawklords. Brock bleek achteraf het enige vaste lid te zijn van Hawkwind. Daarbij bemoeide hij zich wel met de muziek, maar zelden met de teksten. De optreden gingen vaak gepaard met uitgebreide lichtshows, zoals ook Pink Floyd in hun begintijd had. 
Gedurende de vele stilteperioden van Hawkwind zag Brock nog gelegenheid soloalbums op te nemen.

## Discografie

### Hawkwind
Zie aldaar

### Soloalbums
- 1982 – "Zones"/"Processed" one sided 7" (Hawkfan Records)
- 1983 –  "Social Alliance"/"Raping Robots in the Street" 7" (Flicknife Records)
- 1984 – Earthed to the ground (Flicknife Records)
- 1987 – The agents of chaos (Flicknife Records)
- 1995 – Strange trips & pipe dreams]] (Emergency Broadcast System Records)
- 2001 – Memos and demos (Voiceprint Records)
- 2007 – The Brock/Calvert Project – Robert Calvert en Dave Brock (Voiceprint Records)
- 2012 – Looking for love in the lost land of dreams – (Esoteric Antenna)
- 2015 - "Brockworld" (Hawkward records)

### Als gast
- 1974 – Robert Calvert – Captain Lockheed and the Starfighters – gitaar op "Widowmaker"
- 1975 – Michael Moorcock & Deep Fix – New worlds fair
- 2002 – Star One – Space metal – zang op "Hawkwind Medley"

- Biblioteca Nacional de España: XX4870253
- Gemeinsame Normdatei: 134869311
- International Standard Name Identifier: 0000 0001 0774 4422
- Library of Congress Control Number: no98028312
- MusicBrainz: f82a2991-4279-497d-a40f-2c50a182fa37
- Nederlandse Thesaurus van Auteursnamen: 070760071
- Virtual International Authority File: 79826412
- WorldCat: E39PBJmXDY7dQCG9wrvDdxM9Dq